# Litchfield (Illinois)
Litchfield é uma cidade localizada no estado americano de Illinois, no Condado de Montgomery.

## Demografia
Segundo o censo americano de 2000, a sua população era de 6815 habitantes.
Em 2006, foi estimada uma população de 6793, um decréscimo de 22 (-0.3%).

## Geografia
De acordo com o United States Census Bureau tem uma área de
13,2 km², dos quais 13,2 km² cobertos por terra e 0,0 km² cobertos por água.

## Localidades na vizinhança
O diagrama seguinte representa as localidades num raio de 16 km ao redor de Litchfield.